# Politisches System Eritreas
Das Politische System Eritreas befindet sich offiziell seit 1997 in einer Übergangsphase und ist eine Diktatur. Aktuell gilt weder eine Verfassung, noch existiert eine Gewaltenteilung.
Die Republik Eritrea ist das letzte und einzige afrikanische Land, in dem ein offiziell festgeschriebenes Einparteiensystem vorherrscht und somit nur eine einzige Partei zugelassen ist. Das politische System der ehemaligen italienischen Kolonie ist weiterhin vom autoritären Führungsstil des Präsidenten Isayas Afewerki geprägt.
Im Demokratieindex der Zeitschrift The Economist wird Eritrea unter den 20 undemokratischsten Regimen aufgelistet und zählt demnach zu den autoritären Regimen. Im Press Freedom Index der Organisation Reporter ohne Grenzen, welches die jeweilige Lage der Presse- und Medienfreiheit auf der Welt bewertet, ist Eritrea auf dem letzten Platz und missachtet demnach die Pressefreiheit sogar noch stärker als Nordkorea (vorletzter Platz), Turkmenistan und der Iran.

## Politische Entwicklung

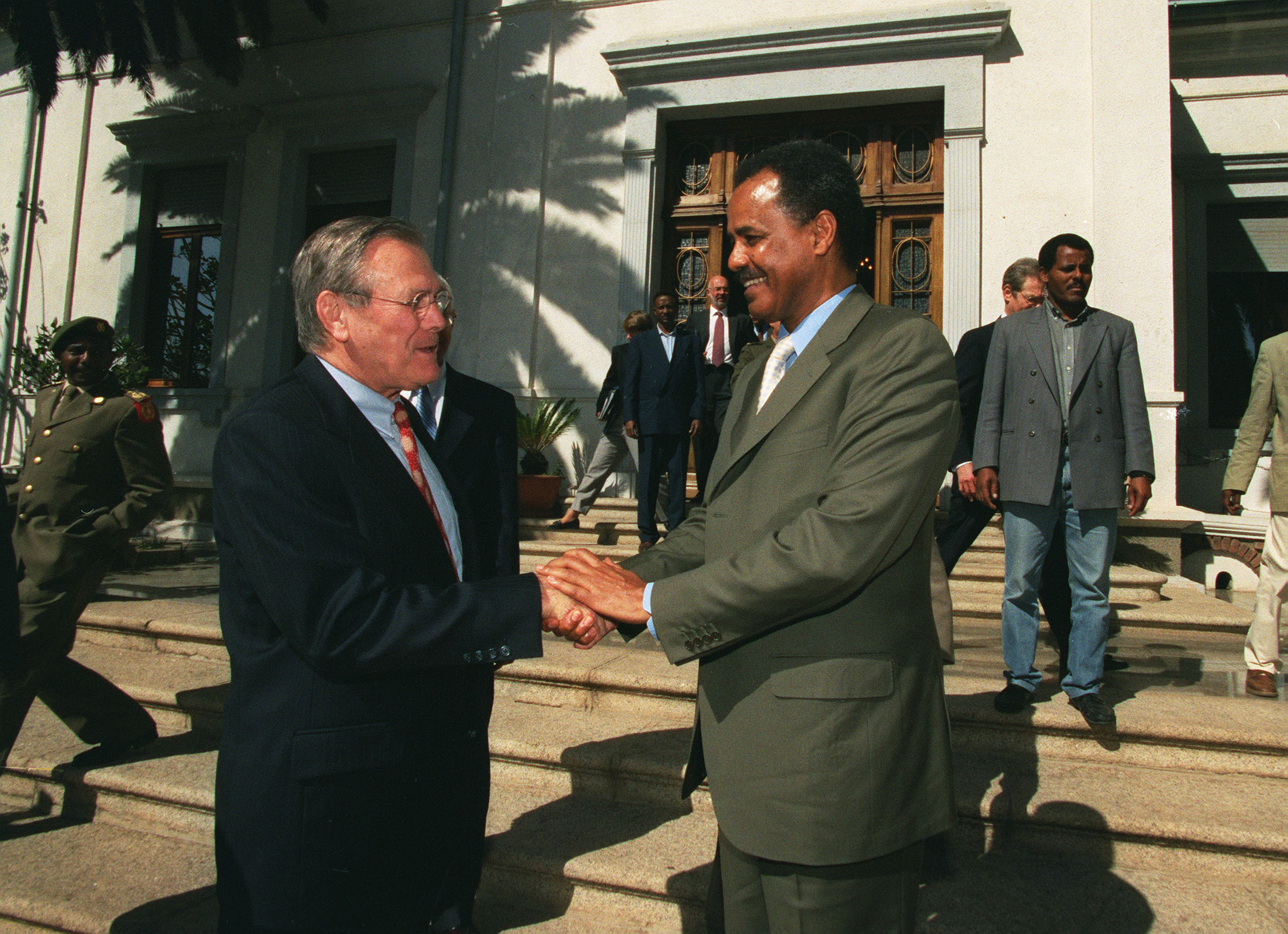
Der Eritreische Präsident Isayas Afewerki (rechts) und der ehemalige Verteidigungsminister der Vereinigten Staaten Donald Rumsfeld

Eritrea war lange Zeit unter türkischer Herrschaft (ab 1554 als Habeş Eyaleti) Teil der Osmanischen Monarchie und stand unter der Kontrolle des türkischen Sultans.
Ab 1881 setzten sich die Italiener an den Küstengebieten fest und proklamierten 1890 die Kolonie Eritrea. Eritrea war somit Teil des italienischen Kolonialreiches (welches auch Italienisch-Libyen, Italienisch-Somaliland und Italienisch-Jubaland umfasste) innerhalb des Königreiches Italien und wurde von italienischen Gouverneuren regiert. Ab den 1920er Jahren stand Eritrea zudem unter der Herrschaft der Partito Nazionale Fascista, der italienischen faschistischen Partei PNF vom Ministerpräsidenten Benito Mussolini. Es wurden rassistische Gesetze gegen die einheimische Bevölkerung erlassen. Allerdings wurde auch die Infrastruktur aufgebaut und das Land schrittweise modernisiert.
1935 wurde das Land mit dem besetzten Kaiserreich Äthiopien und Somalia zum Kolonialgebiet Italienisch-Ostafrika vereinigt und Eritrea die Tigray-Gebiete in Äthiopien angegliedert. Im Zweiten Weltkrieg jedoch, im April 1941, wurde das Land befreit und 1950 von den Vereinten Nationen Äthiopien als autonome Region mit eigener Regierung und eigenem Parlament zugesprochen.
Ab 1952 jedoch wurde Eritrea nach und nach vom Kaiserreich Äthiopien annektiert, die Autonomie nach und nach aufgehoben. 1956 wurde Amharisch als Amtssprache in Eritrea eingeführt, 1961 wurde das eigenständige Parlament geschlossen und die Föderation gänzlich aufgelöst. 1962 wurde Eritrea schließlich zur 14. Verwaltungsprovinz Äthiopiens deklariert. 1961 bereits gründeten sich Unabhängigkeitsbewegungen, von denen die größte die Eritreische Befreiungsfront war. Es begann der Eritreische Unabhängigkeitskrieg. 1974 geriet die Provinz Eritrea zudem unter kommunistische Herrschaft, nachdem das Militär den Kaiser gestürzt hatte. Die Regierung der Demokratischen Volksrepublik Äthiopien ab 1987 gewährte den Regionen Eritrea und Assab jedoch wieder Autonomie.
Die Eritreischen Unabhängigkeitsbewegungen verbündeten sich mit den Äthiopischen Befreiungsbewegungen und stürzten im Jahr 1991 das sozialistische Regime in Addis Abeba. Nach kurzzeitiger Autonomie als Teil der neuen Republik Äthiopien fand am 23. und 25. April 1993 eine erfolgreiche Volksabstimmung für die Unabhängigkeit statt, und Eritrea wurde zum ersten Mal in die Unabhängigkeit entlassen. Es entstand eine provisorische Regierung unter der Leitung der Eritreischen Volksbefreiungsfront, welche sich von der Eritreischen Befreiungsfront abgespalten hat.

## Verfassung

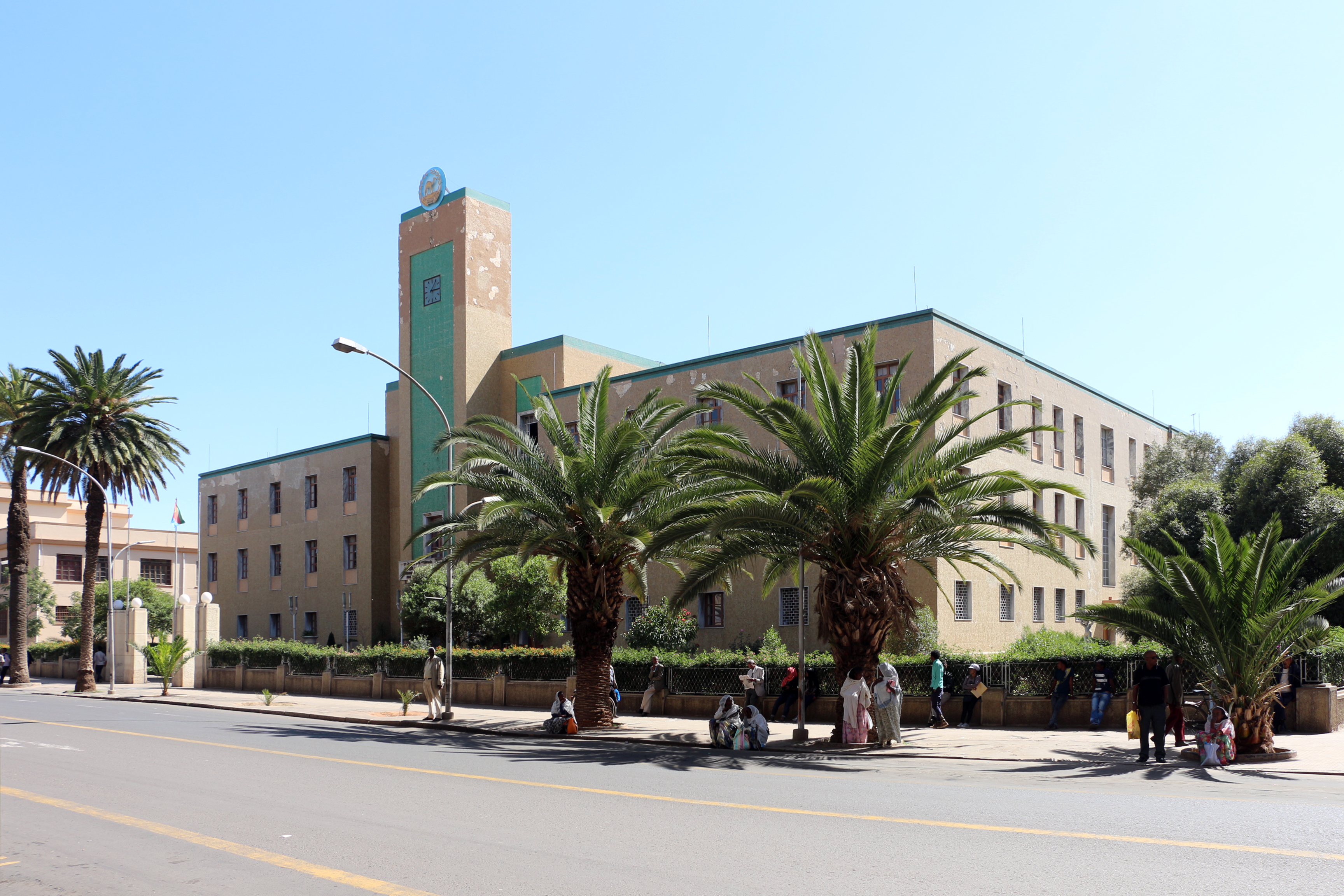
Regierungsgebäude in Asmara

Die eritreische Verfassung vom 23. Mai 1997 ist offiziell demokratisch gestaltet. 
Nach der eritreischen Verfassung ist Eritrea eine präsidiale Republik mit Einparteiensystem. Eritrea ist damit eines der wenigen Länder, in denen noch eine Einheitspartei existiert, nachdem in der Phase der Unabhängigkeitsbewegung in Afrika fast in jedem Land zunächst diese Staatsführung bevorzugt wurde (siehe auch: Einparteiensystem).
Die Verfassung Eritreas von 1997 ist allerdings bislang nicht in Kraft getreten.
Eine staatliche Gewaltenteilung existiert nicht. Eritrea ist ein Zentralstaat, der in sechs Regionen aufgeteilt ist.

## Präsident und Regierung

Standarte des Präsidenten Eritreas

Staatsoberhaupt ist der mit weitgehenden Vollmachten ausgestattete Präsident, welcher für 5 Jahre mit maximal 2 Amtsperioden gewählt wird. Da die Verfassung allerdings nicht in Kraft getreten ist, regiert der bisherige Präsident Isayas Afewerki bereits seit 1993 ohne Unterbrechungen. Alle wesentlichen Entscheidungen werden vom Präsidenten, welcher zugleich auch Vorsitzender der Einheitspartei ist, getroffen: Er ist Vorsitzender der Legislative, Chef der Regierung, Oberbefehlshaber der Streitkräfte und ernennt die Mitglieder des Regierungskabinetts. Er hat keinen Vertreter, somit gibt es das Amt des Vizepräsidenten nicht. Isayas Afewerki vereint somit das Amt des Staatsoberhauptes und des Regierungschefs in sich.
Zudem besteht eine 24-köpfige Staatsvertretung, welche aus der Regierung – den 16 Ministern – und acht weiteren Staatsvertretern besteht. Diese Staatsvertretung bildet offiziell die Exekutive des Landes. Die Regierung bestimmt die Politik des Landes, erlässt Gesetze und Verordnungen und ist rein theoretisch der Nationalversammlung verantwortlich. Frauen sind in der Politik wie auch den gehobenen Verwaltungsposten stark vertreten: vier Ministerien (von insgesamt 17 Kabinettsposten) werden von Frauen geführt.

### Parlament
Bis zur Durchführung freier Wahlen besteht ein Übergangsparlament (die 1993 eingerichtete sogenannte Nationalversammlung) mit 150 Abgeordneten, von denen 75 automatisch Mitglieder des Zentralrats der Volksfront für Demokratie und Gerechtigkeit (1994 hervorgegangen aus der Eritreischen Volksbefreiungsfront) sind und die restlichen 75 Volksvertreter, die direkt vom Volk gewählt werden. 60 unter diesen 75 Vertretern des Volkes müssen für Repräsentanten der Regionalparlamente und 15 für Vertreter der im Ausland lebenden Eritreer sein. Von diesen restlichen 75 Vertretern sind elf Frauen und 15 Emigranten reserviert. Die Nationalversammlung wählt den Staatspräsidenten, sorgt sich um das Budget, erlässt Verordnungen sowie Gesetze und kümmert sich dann um deren Einhaltung. Das Parlament tritt nur auf Anordnung des Präsidenten zusammen; zuletzt trat es 2001 zusammen, seitdem wurde die Arbeit nicht mehr aufgenommen. Der Entwurf für das Wahlgesetz sieht eine obligatorische Frauenquote bei den Abgeordneten von 30 Prozent vor.
Die einzige legale Partei ist die afrikanisch-sozialistische und eritreisch-nationalistische Volksfront für Demokratie und Gerechtigkeit. Nach Ansicht von Beobachtern stellt sich damit die Frage, ob die Volksfront für Demokratie und Gerechtigkeit überhaupt den Status einer politischen Partei besitzt oder es sich in Eritrea um ein Land handelt, das sich in einem Übergangsstadium von einer auf zentraler Planung beruhenden Wirtschaftsform in eine marktwirtschaftlich organisierte Gesellschaftsordnung befindet; von offizieller Seite wird allerdings bekräftigt, dass man sich für ein Parteiengesetz einsetze. Oppositionsparteien gibt es, sie sind allerdings illegal und dürfen bei den Wahlen nicht antreten. Die oppositionellen Organisationen sind in der Allianz der Eritreischen Nationalen Kräfte (Alliance of Eritrean National Forces; AENF) zusammengeschlossen. Zu diesen zählen:
- Eritreische Nationale Allianz, geführt von Hiruy Tedla
- Eritreische Befreiungsfront, geführt von Woldeyesus Ammar
- Eritreische Volksbewegung, geführt von Abdellah Adem
- Eritreische Demokratische Partei, geführt von Mesfin Hagos
- Nationalrat der Eritreischen Befreiungsfront, geführt von Ahmed Nasser.

## Justiz
Das Justizsystem Eritreas besteht aus einem Obergericht mit fünf Standorten, 36 Regionalgerichten und etwa 368 Kommunalgerichten; daneben gibt es eine Sonder- und eine Militärgerichtsbarkeit. Ein Kommunalgericht besteht aus insgesamt drei Juristen und Magistraten. Die Richter der Kommunen entscheiden in der Regel nach lokalem Recht und Gewohnheitsrecht. Kann ein Kommunalgericht den Disput nicht lösen, muss die Angelegenheit der nächsthöheren Ebene der Gerichtsbarkeit übertragen werden, den Regionalgerichten.
Nach der eritreischen Verfassung ist die Judikative des Landes sowohl von der Exekutive als auch von der Legislative unabhängig. Die Judikative ist jedoch in der Verfassungswirklichkeit nicht unabhängig: Die Justiz ist als Teil des Justizministeriums sogar von diesem abhängig. Kritiker der politischen Führung Eritreas laufen Gefahr, ohne förmliches Justizverfahren verhaftet zu werden.
Justizministerin ist seit 1993 die ehemalige Richterin Fozia Hashim, Oberster Richter ist Menkerios Beraki.

## Verwaltung
Nach der Unabhängigkeit war Eritrea Anfang der 1990er-Jahre zunächst in zehn Provinzen (አውራጃ awraǧǧa, إقليم iqlīm) und weiter in Woredas (ወረዳ wäräda, محافظة muḥāfaẓa) gegliedert. Die auf acht Commissariati der italienischen Kolonialzeit zurückgehenden Provinzen und ihre Provinzhauptstädte waren: Akkele Guzay (mit der Hauptstadt Addi Qayyeh), Asmara (Asmara; ehemals zu Hamasien), Barka (Agordat), Denkalia (Assab), Gash Setit (Barentu; ehemals zu Barka), Hamasien (Asmara), Sahel (Nakfa), Semhar (Massaua), Senhit (Keren) und Seraye (Mendefera).
Mit der eritreischen Verwaltungsreform vom 15. Juli 1996 wurde die Zahl der Verwaltungsregionen (ዞባ zoba, إقليم iqlīm) auf sechs reduziert. Darunter stehen die Verwaltungseinheiten Sub-Region (ንኡስ ዞባ nəʾus zoba, مديرية mudīrīya), Distrikt (ከባቢ käbabi, ناحية nāḥīya) und Dorf (ዓዲ addi, قرية qarya).

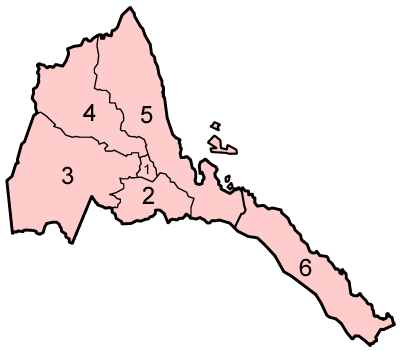
Karte der Verwaltungsregionen Eritreas (für die Bezeichnungen siehe links)

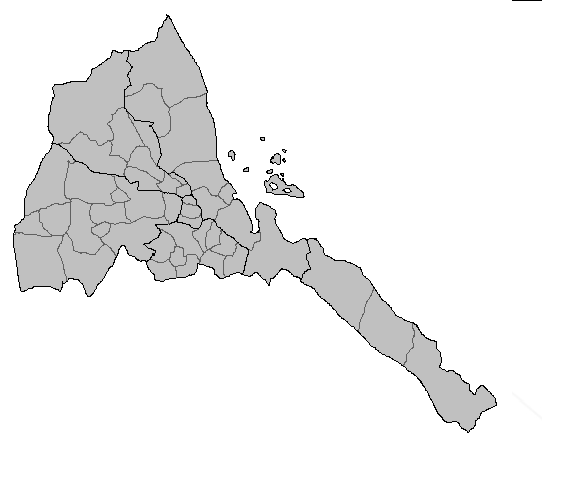
Karte der Sub-Regionen Eritreas

| No. | Region (ዞባ)                             | Sub-region (ንኡስ ዞባ) |
| --- | --------------------------------------- | --- |
| 1   | Maekel (ዞባ ማእከል)                        | Berikh, Ghala-Nefhi, Semienawi Mibraq, Serejaka, Debubawi Mibraq, Semienawi Mi'erab, Debubawi Mi'erab                        |
| 2   | Debub (ዞባ ደቡብ)                          | Adi Keyh, Adi Quala, Areza, Debarwa, Dekemhare, Mai Ayni, Mai Mne, Mendefera, Segeneiti, Senafe, Tserona                     |
| 3   | Gash-Barka (ዞባ ጋሽ ባርካ)                  | Agordat, Barentu, Dghe, Forto, Gogne, Haykota, Logo-Anseba, Mensura, Mogolo, Molki, Guluj, Schambuko, Tesseney, La'elay Gash |
| 4   | Anseba (ዞባ ዓንሰባ)                        | Adi Tekelezan, Asmat, Elabered, Geleb, Hagaz, Halhal, Habero, Keren City, Kerkebet, Sel'a                                    |
| 5   | Semienawi Kayih Bahri (ዞባ ሰሜናዊ ቀይሕ ባሕሪ) | Afabet, Dahlak, Ghel'alo, Foro, Ghinda, Karura, Massaua, Nakfa, She'eb                                                       |
| 6   | Debubawi Kayih Bahri (ዞባ ደቡባዊ ቀይሕ ባሕሪ)  | Are'eta, Central Dankalia, Southern Dankalia, Assab                                                                          |